# Ramón Chao
Ramón Luis Chao Rego (Vilalba, 21 juli 1935 – Barcelona, 20 mei 2018) was een uit Galicië (Spanje) afkomstige schrijver en journalist, die zowel in het Spaans als in het Frans schreef. Hij ontvluchtte in 1956 het franquistische bewind in Spanje door zich met zijn vrouw te vestigen in Parijs.

## Carrière
Ramón Chao was oorspronkelijk musicus. Hij kreeg in 1955 de Premio de Virtuosismo for Piano. Daarna verhuisde hij uit Spanje naar Parijs, studeerde verder bij Nadia Boulanger en Lazare Lèvy, maar koos voor de journalistiek. In 1960 kwam hij in dienst van de Spaanstalige en Latijns-Amerikaanse afdeling van de toenmalige publieke omroep ORTF. Tien jaar later kreeg hij daarover als hoofdredacteur de leiding. Tevens werkte hij voor Le Monde en Le Monde Diplomatique, het Spaanse weekblad Triunfo en het dagblad La Voz de Galicia. In 1984 stichtte hij de Prix Juan Ruffo voor nieuwe Spaanse schrijvers.
Ramón Chao werd in 1991 benoemd tot 'Chevalier' en 2004 bevorderd tot 'Officier' in de Franse Ordre des Arts et des Lettres. In 2003 kende de Spaanse regering hem de Orden del Mérito Civil toe. In 1997 won hij de Premio Galicia de la Comunicación. In 2001 ontving hij de LiberPress-prijs in Girona "voor zijn menselijke gemeenschapsgevoel en zijn solidariteit in de journalistiek (pela seva coherència humana y solidaritat periodística)".
Hij was de vader van de zanger Manu Chao en de radiomaker Antoine Chao.

## Werken
- 1973: Georges Brassens
- 1975: Après Franco l'Espagne
- 1979: Le Guide de Paris
- 1984: Palabras en el tiempo de Alejo Carpentier
- 1986: Le Lac de Côme
- 1989: La Maison des lauriers roses
- 1999: Prisciliano de Compostela (roman)
- 1999: Un train de glace et de feu
- 2000: Le crayon du charpentier (roman), met Manuel Rivas en Serge Mestre
- 2001: Préface au Voyage à motocyclette de Ernesto Guevara
- 2002: La Passion de Caroline Otero (roman)
- 2003: Desde mi Otero
- 2004: Abécédaire partiel et partial de la mondialisation, met Ignacio Ramonet en Jacek Woźniak
- 2005: Ignacio Ramonet e Ramon Chao en triunfo
- 2005: Porque Cuba eres tu
- 2006: Las travesías de Luis Gontan
- 2007: Las andaduras del Che
- 2008: Guide du Paris rebelle, met Ignacio Ramonet
- 2008: Mémoire apocryphes d'un officier napoléonien en Espagne (roman)
- 2010: L’Odyssée du Winnipeg (roman)

- Bibsys: 10018085
- Biblioteca Nacional de España: XX828533
- Bibliothèque nationale de France: cb11896051w (data)
- Catàleg d'autoritats de noms i títols de Catalunya: 981058511805306706
- Gemeinsame Normdatei: 134046072
- International Standard Name Identifier: 0000 0001 1557 6916
- Library of Congress Control Number: n83141393
- Bibliotheek van het Japanse parlement: 01053311
- Nationale Bibliotheek van Tsjechië: xx0025646
- Nationale Bibliotheek van Israël: 987007275124605171
- Nederlandse Thesaurus van Auteursnamen: 07469300X
- Istituto Centrale per il Catalogo Unico: VIAV098119
- Système universitaire de documentation: 026778211
- Virtual International Authority File: 268788300
- WorldCat: E39PBJt8hWGrH7ccjrmj7CRxjC